# .ky
.ky е интернет домейн от първо ниво за Каймановите острови. Представен е през 1995.

## Домейни второ ниво
- com.ky
- org.ky
- net.ky
- edu.ky (само за образователни институции)
- gov.ky (само за правителствени институции)